# Geetanjali Shree
Geetanjali Shree (hindi: गीतांजलि श्री)  (Mainpuri, 12 de juny de 1957) és una escriptora i historiadora índia que escriu en hindi. És autora de diversos reculls de relats i de cinc novel·les. La seva novel·la Mai, publicada per primer cop l'any 1993, va ser preseleccionada per al Crossword Book Award el 2001. El 2022, la seva novel·la Ret Samadhi (2018), traduïda a l'anglès com a Tomb of Sand per Daisy Rockwell, va ser la primera obra escrita en hindi a guanyar el Premi Internacional Man Booker. El desembre del 2022, va ser reconeguda com una de les 100 dones de la BBC.

## Obra

### Novel·les
- Mai (1993)
- Hamara Shahar us Baras (1998)
- Tirohi (2001)
- Khālī jagah (2006)
- Ret Samadhi (2018)

### Reculls de contes
- Anugoonj (1991)
- Vairagya (1999)
- Ma aur Sakura (2008)
- Pratinidhi Kahaniyan (2010)